# Kenneth V. Thimann

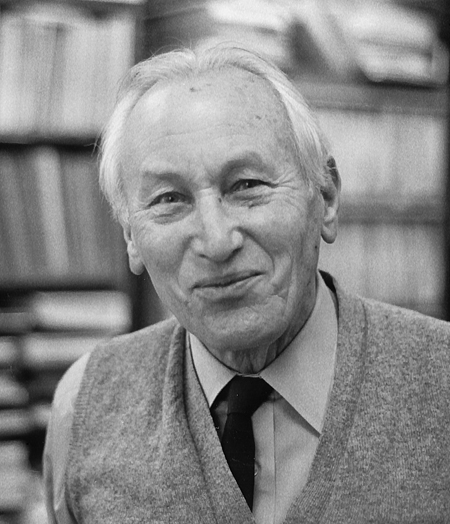
Kenneth V. Thimann

Kenneth Vivian Thimann (* 5. August 1904 in Ashford, England; † 15. Januar 1997 in Haverford, Pennsylvania, Vereinigte Staaten) war ein britisch-US-amerikanischer Pflanzenphysiologe und Mikrobiologe. Er ist bekannt für Arbeiten über Pflanzenhormone. Insbesondere isolierte er Auxin (Indol-3-essigsäure, 1935 mit Koepfli) und klärte dessen chemische Struktur.
Thimann studierte Chemie und Biochemie am Imperial College London, wo er auch promovierte, und an der Universität Graz. Er lehrte an der Universität London und war ab 1930 am Caltech als Instructor für Biochemie und Bakteriologie. Ab 1935 war er Professor an der Harvard University. Im Zweiten Weltkrieg arbeitete er für die Operations Research Group der US Navy in Washington, D.C. und Pearl Harbor. 1946 bis 1950 war er Direktor der Biologischen Laboratorien der Harvard-Universität und war dort ab 1962 Higgins Professor für Biologie. 1965 wechselte er an die neu gegründete University of California, Santa Cruz und war maßgeblich an deren Aufbau beteiligt. Er war bis 1972 erster Provost des Crown College der Universität und baute ein Arboretum und eine botanische Sammlung auf. 1989 zog er nach Haverford in Pennsylvania, um näher bei seinen drei Töchtern zu wohnen.
Er war Mitglied der National Academy of Sciences, der American Academy of Arts and Sciences, der American Philosophical Society und der Académie des sciences sowie mehrfacher Ehrendoktor (Harvard University, Universität Basel, Universität Clermont-Ferrand, Brown University). 1960 wurde er Mitglied der Deutschen Akademie der Naturforscher Leopoldina.
1982 erhielt er den Balzan-Preis.
Seine Tochter Vivianne Nachmias war Professorin für Zellbiologie an der University of Pennsylvania, seine Tochter Karen Romer Dekanin an der Brown University. Er spielte Klavier und gründete eine Kammermusikgruppe.

## Schriften
- mit Frits Warmolt Went: Phytohormones, 1937
- The life of bacteria, 1955
- Hormone Action in the Whole Life of Plants 1977
- Botany: Plant Biology and Its Relation to Human Affairs 1982
- mit J. B. Koepfli: Identity of the growth-promoting and root-forming substances of plants, Nature, Band 135, 1935, S. 101–102.